# Donato Oliverio
Donato Oliverio (ur. 5 marca 1956 w Cosenzy) – włoski duchowny katolicki rytu bizantyjskiego, od 2012 eparcha Lungro degli Italo-Albanesi Kościoła katolickiego obrządku bizantyjsko-włoskiego.

## Życiorys

### Prezbiterat
17 października 1982 otrzymał święcenia kapłańskie i został inkardynowamy do eparchii Lungro degli Italo-Albanesi. Po rocznym stażu duszpasterskim został dyrektorem eparchialnego wydziału katechetycznego, którym kierował do 2003. W tym czasie pełnił także funkcje m.in. sekretarza miejscowego Instytutu Nauk Religijnych, ekonoma eparchialnego oraz kanclerza kurii. W 2003 mianowany protosyncelem, a w 2010 delegatem ad omnia.

### Episkopat
12 maja 2012 został mianowany przez Benedykta XVI ordynariuszem eparchii Lungro degli Italo-Albanesi. Sakry biskupiej udzielił mu 1 lipca 2012 jego poprzednik – bp Ercole Lupinacci.